# Pak Chol-min (judoka)
Pak Chol-min (kor. 박철민; ur. 21 września 1982) – północnokoreański judoka, brązowy medalista olimpijski.
Startuje w kategorii do 66 kg. Jego największym osiągnięciem jest brązowy medal igrzysk olimpijskich w Pekinie.

## Osiągnięcia

### Igrzyska olimpijskie
| Igrzyska olimpijskie | Data             | Kategoria | Miejsce |
| -------------------- | ---------------- | --------- | ------- |
| Pekin 2008           | 10 sierpnia 2008 | do 66 kg  |         |